# Roza Rymbajewa
Roza Kuanyszkyzy Rymbajewa, kaz. Роза Қуанышқызы Рымбаева (ur. 28 października 1957 na stacji Żanggyztöbe na terenie dzisiejszego obwodu wschodniokazachstańskiego) – radziecka, potem kazachska piosenkarka. Gościnnie wystąpiła w filmie Revue na zakázku z 1982 roku w reżyserii Zdeńka Podskalskiego.
Pierwszą nagrodę zdobyła w 1976 roku, następnie laureatka wielu nagród, m.in. uhonorowana tytułem Ludowej Artystki Kazachskiej SRR w 1984 roku oraz tytułem Ludowej Artystki Kazachstanu w 2004 roku. W latach 1979–1984 studiowała w Kazachskim Instytucie Teatralno-Artystycznym. W 1982 roku wyjechała na parę miesięcy do Czechosłowacji, by wystąpić tam w filmie „Revue na zakázku” (Rewia na zamówienie), wyprodukowanym przy współpracy Barrandov Studio i Kazachfilm, oraz by nagrać album „Vlaty do zlati stepi”. Wielokrotnie występowała w konkursach Piesnia Goda, odbywających się w Moskwie. Roza Rymbajewa mieszka wraz z rodziną w Ałmaty.

## Dyskografia
- Pajot Roza Rymbajewa (Melodia, ZSRR, 1977)
- Roza Rymbajewa on Golden Orpheus (Balkanton, Bułgaria, 1978)
- Roza Rymbajewa/Joe Dassen (Melodia, ZSRR, 1979)
- Vlati do zlati stepi (Supraphon, Czechosłowacja, 1982)
- Roza Rymbajewa i ansambl Arai (Melodia, ZSRR, 1985)

## Filmografia
- Revue na zakázku (Czechosłowacja/ZSRR, 1982, reżyser Zdeněk Podskalský)